# 矢堀孝一
矢堀 孝一（やぼり こういち、1965年1月19日 - ）は、日本のギタリスト。FRAGILE、Fazjaz.jp等のバンドで活動しているほか、作曲家・編曲家として多数のミュージシャンの音楽プロデューサーも担当している。
東京都出身。妻はオルガニストの大髙清美。

## 来歴
1965年1月19日に東京都で生まれた。
1990年頃からライブ活動を開始。ジャズライフ誌上で「犬でも弾けるジャズギター講座」の連載を開始し、2年間連載が続いた。
1992年に水野正敏や菅沼孝三と共に「FRAGILE」を結成。六本木PIT-INN中心にライブ活動の後、1996年に1stアルバム『FRAGILE』をコンポジラsubconscious labelよりリリース。
2000年に初のソロ・アルバム『b』を発売。
2015年9月に赤坂にてジャズクラブ「Virtuoso」を開店。

## 人物
- 大学時代に布川俊樹に師事し、ジャズ・ギターを習得した[3]。

## ディスコグラフィ

### ソロ・アルバム
|     | 発売日         | タイトル         | 規格 | 規格品番  | レーベル     |
| --- | -------------- | ---------------- | ---- | --------- | ------------ |
| 1st | 2000年6月14日  | b                | CD   | SHCZ-0004 | Shiosai ZIZO |
| 2nd | 2001年11月14日 | Elevation        | CD   | SHCZ-0011 | Shiosai ZIZO |
| 3rd | 2004年12月21日 | GUESS WHERE I AM | CD   | SHCZ-0012 | Shiosai ZIZO |
| 4th | 2010年1月19日  | Bloomfield       | CD   | BRZ-0040  | VME VGD      |
| 5th | 2015年8月22日  | You were there   | CD   | BRZ-0061  | VME VGD      |

### FRAGILE
- fragile (Compozila SubConscious label-SUB1003)
- Handle with care (Compozila SubConscious label-SUB1004)
- Downside Up (Compozila SubConscious label SUB-1007)
- No Wet (P-vine Non-stop Label PVCP-9412)
- 5 (Compozila SubConscious label SUB-1017)
- 斬 (Gardenian TAKE 0001)
- 雷舞 -LIVE- (Gardenian TAKE 0002)
- POISON QUELLS POISON (VME VGDBRZ 0014)
- PHANTOM (VME VGDBRZ 0021)
- The Sun and The Melodies (VME VGDBRZ 0039)
- Unconscious behavior (VME VGDBRZ 0047)

### Fazjaz.jp
- Distortional Theory (VME VGDBRZ0018)
- SEASON2 (VME VGDBRZ0024)
- SEASON3 (VME VGEJFZ0003)
- SEASON4 (VME VGDBRZ0050)

### 弦問答
- 弦問答(Uprize UPRZ004)

### 参加作品
| 発売日       | タイトル  | アーティスト | 備考                           |
| ------------ | --------- | ------------ | ------------------------------ |
| 2013年1月8日 | A LA MODE | 川口千里     | エレクトリック・ギターで参加。 |

## コンサート／共演者
- 谷村新司「生成」コンサートツアー
- 冬のソナタ・コンサート
- 櫻井哲夫 (b) ジェントルハーツ・ツアー
- 渡辺貞夫 (sax)
- マイク・スターン (g)
- リンカーン・ゴーインズ (b)
- アレン・ハインズ (g)
- デニス・チェンバース (ds)
- ゲイリー・ウイリス (b)
- 阿川泰子(vo) crossover night